# Renato Gentili
Renato Gentili (Tivoli, 1538 – Tivoli, 1599) è stato uno scrittore e grammatico italiano.

## Biografia
Di nobile famiglia, fu attivo a Tivoli nella seconda metà del XVI secolo nella corte del cardinale di Ferrara Ippolito II d'Este (1509-1572) e successivamente del nipote Luigi d'Este (1538-1586). Tenne lezioni sui classici greci e latini.

## Opere
Ha scritto la "Breuissima et vtilissima istruttione del modo che ha da tener il cortegiano, o cittadino, per sapersi rettamente, & conuenientemente gouernare nelle corti, o nella sua Città. Ritratta da i precetti ciuili di Plutarco per Renato Gentili, in Tivoli, 1578", 
dedicata all'arcivesco di Siena Francesco Bandini Piccolomini , che esule a Tivoli, aveva fondato nel 1571, l'Accademia degli Agevoli. Questa Accademia ebbe il merito di riunire nel suo ambito tutti gli studiosi che gravitavano intorno alla corte estense: Flaminio Nobili, Uberto Foglietta (Oberto Foglietta), Marcantonio Mureto (Marc-Antoine Muret), Antonio del Re, Orazio Gentili, Fulvio Cardoli, Antonio Fornari, Giovanni Andrea Croce,  Marco Antonio Nicodemi e Giovanni Maria Zappi.
Ispirazione all'opera è Il Cortegiano di Baldassarre Castiglione (1478-1529) scritto tra il 1508 e il 1516 e pubblicato in versione definitiva nel 1528.